# Distretto di Kramators'k
Il distretto di Kramators'k (in ucraino Краматорський район?, Kramators'kyj rajon) è un distretto nell'oblast' di Donec'k in Ucraina. Il suo centro amministrativo è la città di Kramators'k. È stato creato nel luglio 2020 nell'ambito della riforma delle divisioni amministrative dell'Ucraina. Ha una popolazione di 543 371 abitanti.
La riforma amministrativa del 2020 ha aumentato le dimensioni del distretto di Kramators'k, fondendosi con i distretti di Oleksandrivka, Lyman, Kostiantynivka e Slovians'k. Tutte le città di importanza regionale all'interno di questi ultimi distretti sono state portate sotto l'amministrazione di quello di Kramator'ks, tra cui Kramators'k, Slov'ans'k, Kostjantynivka, Družkivka e Lyman.